# طعام الطيور

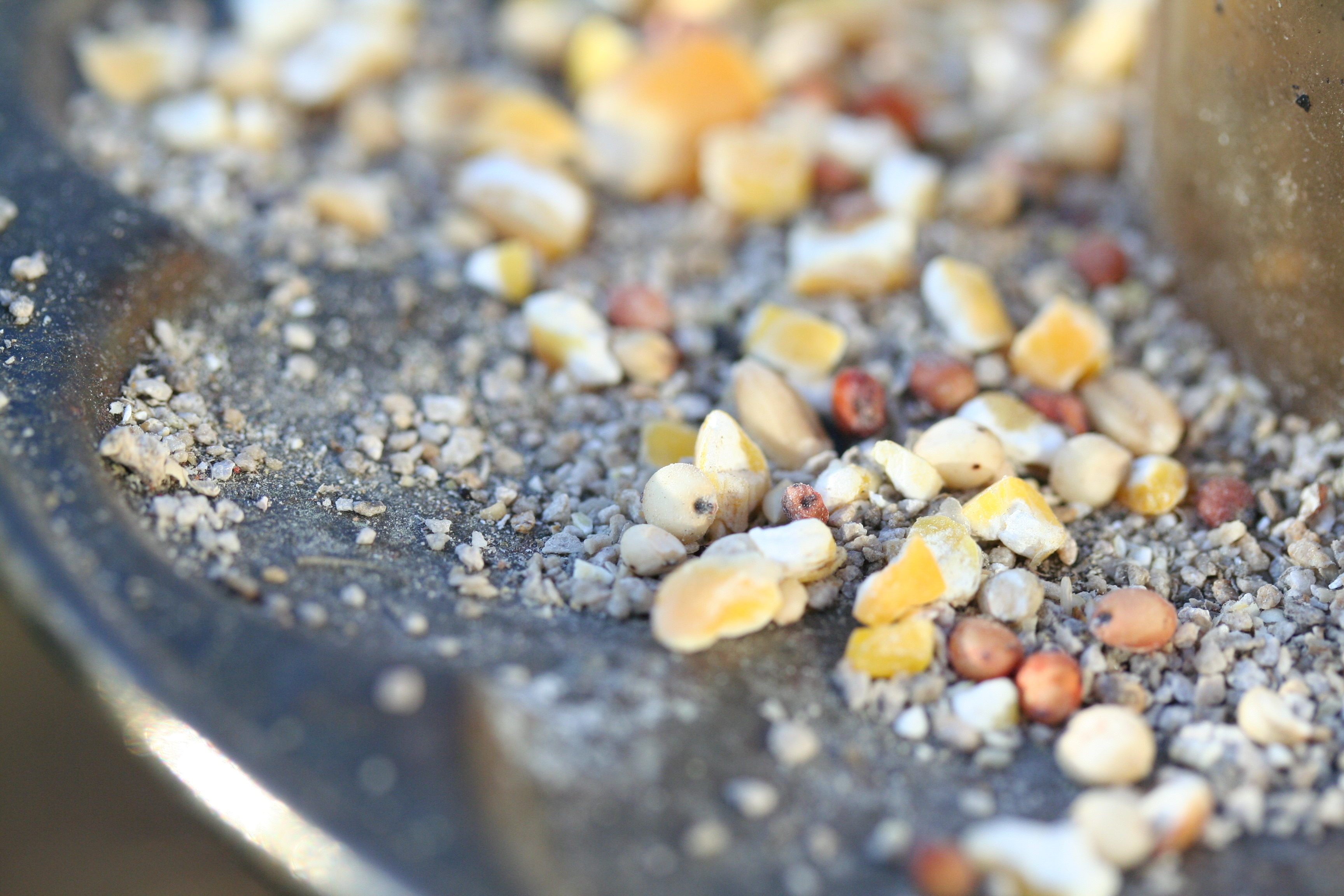
خليط من البذور في مغذية الطيور

طعام الطيور هو (عادة ما يكون حبوب) الغذاء الذي يقدم للدواجن، لكن يمكن أن يتم شراء طعام الطيور كهواية وتربيتهم كحيوان أليف واستخدام مغذيو الطيور في ذلك. هناك نوعين من طعام الطيور الأول طبيعي والثاني تجاري.

## طبيعي

### بذور
بذور عباد الشمس السوداء مستخدمة بشكل واسع في مغذيات الطيور لأنها تجذب تشكلية واسعة من الطيور، ولها تأثير على تسمين الطائر. البذور الأخرى الشائعة مثل النجير أو بذر الشوك. المفضل للحسون الأمريكي، وطعام الدخن المفضل للطائر الدوري وجنك، وطعام عصفر للطائر الكردينال.

## تجاري
هناك مجموعة كبيرة من طعام الطيور التجاري المتوفر لمقتني الطيور، ومنها جمع عدة بذور في خلطة واحدة. الأنواع الفردية من الطيور تميل إلى اختيار النوع المفضل لها وتترك باقي الأنواع بدون استهلاك، وتأكلها الأنواع الأخرى من الطيور. الكرات متوفرة أيضا كطريقة لإطعام الطيور، الكرات يمكن أن تأتي في أشكال عديدة، ومتوفرة لتلبي احتياجات الطيور المختلفة.

## وصلات إضافية
- Bird Watcher's Digest Backyard Bird Food Chart
- Cornell Lab of Ornithology Food Preferences Chart
- Bird Food and Seeds Supplier
- Bird Pellet Supplier